# 黒酢

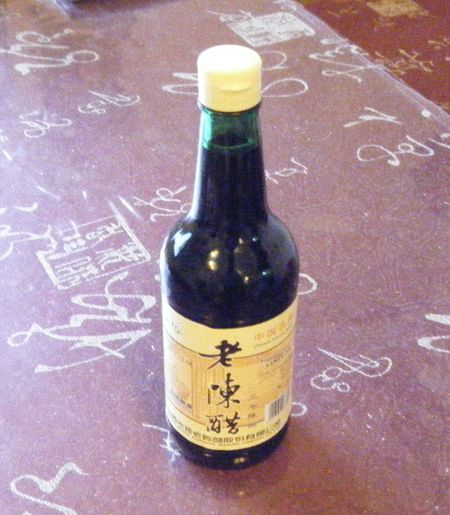
山西老陳醋

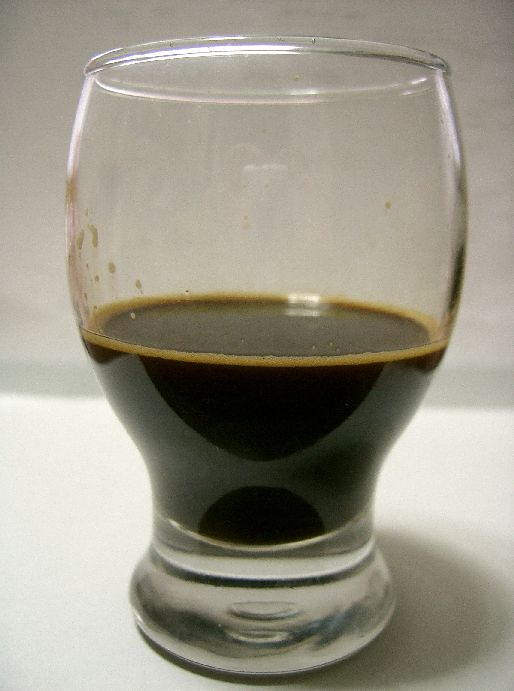
鎮江香醋。
色も風味も濃い。

黒酢（くろず）は、穀物を原料とする醸造酢の一種。黒色を呈するのが特徴である。ただし、日本の黒酢と中国の黒酢には原材料に違いがある。つぼ酢、米黒酢ともいう。
伝統的な製法では、野天に並べた陶製の壺（つぼ）を使って糖化、アルコール発酵、酢酸発酵させて醸造する。

## 日本の黒酢
日本の黒酢は米、米麹、水を原料とする。
日本では1975年に鹿児島県姶良郡福山町（現在は霧島市福山町）の坂元醸造株式会社会長の坂元昭夫が壺つくりの米酢を「くろず（黒酢）」と命名して全国販売したことが最初である。
含有されているクエン酸が疲労回復、アミノ酸がダイエットに効用があるとされ、健康食品の一つとしてブームを呼び、大々的に様々な商品が開発され発売されている。
効果については各社で実証実験などを実施しているようだ。ただし、過剰摂取は健康に被害をもたらす恐れもあり得る。

## 中国の黒酢
中国産のものにはコーリャンや大麦なども使われており、日本では「香酢」と呼ぶことが多い。

## 栄養価
必須アミノ酸を多く含む。
自然発症高血圧ラットに黒酢エキスを強制経口投与したところ、血圧は投与量に依存して有意に降下したとの報告がある。なお、食酢の摂取でも血圧上昇抑制効果が認められた。この効果は、レニン-アンジオテンシン-アルドステロン系の穏やかな抑制によるものであった。